# Cyrix Cx486SLC

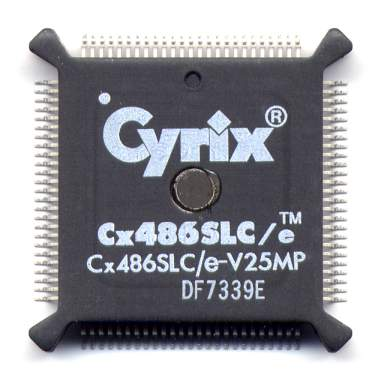
Procesor Cyrix Cx486SLCe / 25 MHz

Cyrix Cx486SLC byl prvním CPU firmy Cyrix, která se po mnoha letech prodeje FPU koprocesorů rozhodla soutěžit s firmou Intel a nabídnout lepší výkon v porovnatelné nebo nižší ceně.
486SLC byl zamýšlený jako vstupní čip pro soutěžení s procesory Intel 386SX a 486SX. Texas Instruments, který vyráběl čipy 486SLC pro Cyrix, také uvolnil svou vlastní verzi čipů. Jeho TI486SXLC nabízel 8 KB interní cache paměti proti 1 KB v originálním Cyrix designu, což samozřejmě přineslo vyšší výkon. Podobně pojmenované čipy IBM 486SLC však neměly s firmou Cyrix prakticky nic společného.
486SLC, který obsahoval 600 000 tranzistorů, byl na trh uveden v květnu 1992. Stejně jako pozdější a slavnější Cyrix Cx5x86 to byl kříženec včleňující rysy z nových CPU (v tomto případě Intel 80486) při použití stávajícího staršího Socketu 1. Čip běžel rychlostí 25, 33, a 40 MHz, ačkoliv se zjistila problematická spolehlivost ve 40 MHz na některých operačních systémech.
486SLC se dá popsat jako 386SX s instrukčním souborem 486 a s přidaným 1 KB cache L1. Po svém předchůdci zdědil 16bitovou sběrnici 386SX a s tím spojený limit 16 MB RAM. Stejně jako 386 a 486SX neměl žádný matematický koprocesor (FPU), ale na rozdíl od 486SX dokázal spolupracovat se starším matematickým koprocesorem Intel 80387SX.
Kvůli výrazným omezením 16bitové sběrnice 386SX a jeho výrazně menší L1 cache však celkově nemohl reálně soutěžit s Intel 486SX. Procesor byl proto nasazen především ve velmi levných nenáročných základních deskách a PC klonech. A díky jeho nízkému příkonu také v některých přenosných počítačích.